# Yanglinwei (köpinghuvudort i Kina, Hubei Sheng, lat 30,13, long 113,51)
Yanglinwei (kinesiska: 杨林尾, 杨林尾镇) är en köpinghuvudort i Kina. Den ligger i provinsen Hubei, i den centrala delen av landet, omkring 89 kilometer sydväst om provinshuvudstaden Wuhan. Antalet invånare är 57 492. Befolkningen består av 27 511 kvinnor och 29 981 män. Barn under 15 år utgör 13,0 %, vuxna 15-64 år 71 %, och äldre över 65 år 14,0 %.
Runt Yanglinwei är det tätbefolkat, med 356 invånare per kvadratkilometer. Närmaste större samhälle är Pengchang, 12,9 km norr om Yanglinwei. Trakten runt Yanglinwei består till största delen av jordbruksmark.
Genomsnittlig årsnederbörd är 1 638 millimeter. Den regnigaste månaden är maj, med i genomsnitt 242 mm nederbörd, och den torraste är december, med 28 mm nederbörd.